# 만세보
만세보(萬歲報)는 1906년 6월 17일 천도교에서 창간한 신문이다. 손병희의 제창으로 오세창을 사장으로 하고 이인직이 주필로 있었으며, 권동진 등이 주동이 되었다. 방수동 수진궁에 장소를 정하여 반민족적인 일진회에 대해서 특히 날카로운 비판을 가하였다. 나라일을 걱정하는 강개조(慷慨調)의 신문이었다. 이인직의 신소설 《혈의 누》를 연재, 신문소설의 기원을 만들었다. 만세보가 경영난에 빠지자 1907년 이인직은 이를 친일 내각의 기관지인 대한신문으로 바꾸었다.